# Dominikanisch-osttimoresische Beziehungen
Die dominikanisch-osttimoresische Beziehungen beschreiben das zwischenstaatliche Verhältnis von der Dominikanischen Republik und Osttimor.

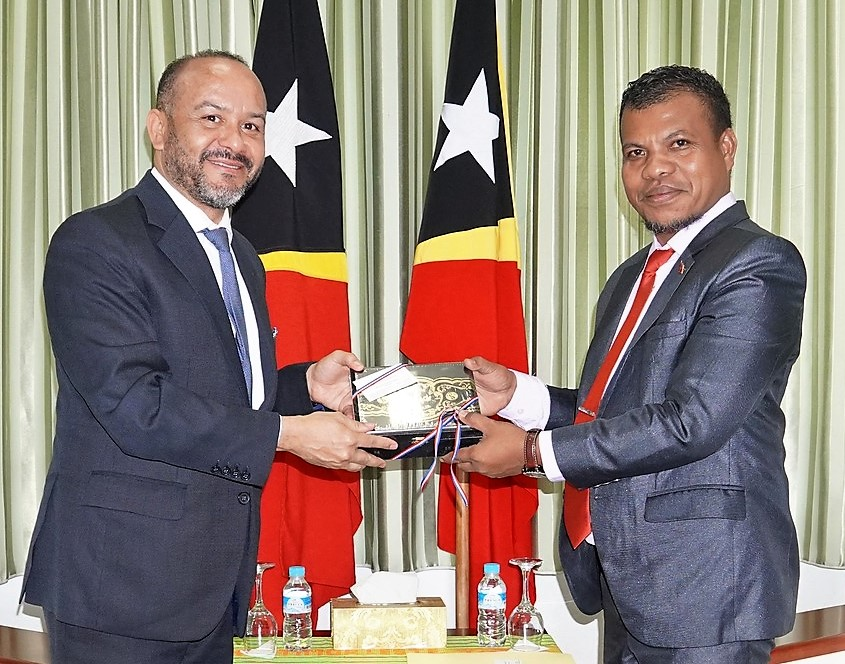
Der dominikanische Botschafter Briunny Garabito Segura und Osttimors Vize-Außenminister Julião da Silva (2023)

Die Dominikanische Republik und Osttimor nahmen am 24. Oktober 2007 diplomatische Beziehungen auf. Beide Staaten gehören zur Bewegung der Blockfreien Staaten, zur AKP-Gruppe und zur Gruppe der 77. Weder hat die Dominikanische Republik eine Botschaft in Osttimor, noch Osttimor eine diplomatische Vertretung in der Dominikanischen Republik. Zuständig  für Osttimor ist die dominikanische Botschaft in Peking (Volksrepublik China).
Für 2018 gibt das Statistische Amt Osttimors keine Handelsbeziehungen zwischen der Dominikanische Republik und Osttimor an.